# Stadio Nazionale
Stadio Nazionale, také známí jako Stadio del Partito Nazionale Fascista (Stadio PNF) (česky: Národní fašistický stadion) byl víceúčelový stadion v italském městě Řím, v regionu Lazio. 

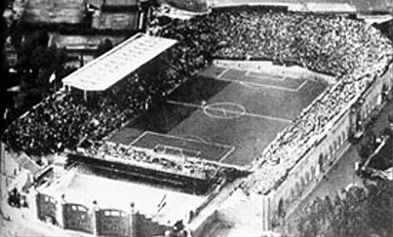

## Historie
Sportovní zařízení bylo postaveno pod vedením Marcella Piacentiniho z iniciativy Luigiho Lucchiniho, prezidenta Národního institutu tělesné výchovy. Bylo rozhodnuto postavit novou stavbu na obecním pozemku, který se nachází vedle Villa Flaminia, v oblasti Due Pini, nedaleko jezdeckých hřišť Villa Glori a kousek od kopce Parioli a náměstí Piazza del Popolo. Piacentini připomněl klasické rysy helénských modelů (včetně protáhlého tvaru U) a olympijského stadionu v Aténách. Vnější dekorace, které zdobily stavbu, měly typicky římský charakter, včetně vstupu tvořeného po stranách dvěma obrovskými bočními tělesy, které podpíraly kolosální sedící sochy představující Sílu a Civilizaci, na jejichž základech byly plakety, hesla a různé motivy. Uvnitř se nacházely v zarovnané poloze čtyři čestné sloupy, spojené dohromady pomocí korun, stuh a bronzových věnců, nesoucí bronzové sochy, které symbolizovaly sportovní vítězství  země, vody. vzduchu a ohně.
Stadion měl přibližně 220 m na délku a 120 na šířku a skládal se ze dvou dlouhých schodů spojených na jedné straně do půlkruhu. Jedna strana zůstala otevřená a kromě vstupu pro sportovce nebo protagonisty pořádaných akcí hostila dva vchody pro veřejnost. Uvnitř byly umístěny běžecké a cyklistické tratě v délce téměř 400 metrů, uvnitř byly vytvořeny plochy ve dvou patrech uspořádané pro sídlo Národního ústavu tělesné výchovy a četné místnosti využívané jako tělocvičny, koupelny, jídelny, kanceláře, čítárny, občerstvení a ubytovny pro sportovce. Národní stadion byl zamýšlen především k pořádání atletických akcí a nikdy nebyl používán pro mezinárodní fotbalové soutěže, během 1. světové války byl brzy opuštěn, aniž by byl dokončen podle původního projektu.
Stadion byl slavnostně otevřen za přítomnosti panovníků dne 10. června 1911. V roce 1927 z iniciativy Augusta Turatiho byl poprvé renovován a jeho název se změnil na Stadio del Partito Nazionale Fascista (Stadio PNF). Centrální tribuna byla vybavena železobetonovou střešní konstrukcí o rozměrech 75 x 20 m, pod kterou se pod dřevěnou a azbestovou střechou skrývalo přes 7 000 míst k sezení. Na vstupní straně byl vložen venkovní bazén (50 m dlouhý a 18 m široký) vybavený tribunami, převlékárnami, uvnitř objektu byl druhý krytý bazén, tělocvičny, ubikace, kanceláře generálního vedení CONI (Italský olympijský výbor) a sportovních federací. Na kraji byl dokonce postaven třípatrový hotel schopný pojmout 600 sportovců rozdělených do 70 pokojů. Fotbalové hřiště se změnilo na rozměry požadované MOV (110 x 60 m), přičemž tvar podkovové běžecké dráhy byl vytvořen prstencovým konstrukcí druhého půlkruhového spojení. Na čtyřech drahách (5 na rovince) atletické dráhy byla v roce 1931 provizorně instalována také dřevěná cyklistická dráha potřebná pro mistrovství světa v silniční cyklistice. Vstup byl nahrazen klasičtějším průčelím složeným ze tří vysokých a zakřivených průčelí rozdělených čtyřmi zděnými polosloupy převýšené impozantními bronzovými skupinami vytvořenými v červenci 1929 sochařem Amletem Cataldim zobrazujícím fotbal, běh, zápas a box.
Na nově přestavěném stadionu se odehrál první zápas 25. března 1928. Nastoupil domácí tým Itálie proti Maďarsku (4:3). O tři roky později se stadion stal hřištěm Lazia, kde odehrál první zápas proti Římu (2:2), po které následovala závěrečná rvačka. U příležitosti MS 1934 byla v prostoru plaveckého bazénu postavena velká tribuna, přičemž plochy umístěné za brankami hřiště a rovinky běžecké dráhy byly obsazeny nakloněnými rovinami, aby se zvýšila kapacita. Stadion byl definován jako jedno z nejmodernějších a nejúplnějších zařízení postavených v Evropě. Stadion byl také místem, vůbec prvního zápasu mezi národními ragbyovými týmy Itálie a Francie, odehrané 22. dubna 1935.
Od roku 1940 zde začalo hrát i Řím. Později byl zabavený spojeneckými jednotkami. Postupem let se na stadionu objevila nefunkčnost a především kapacitní omezení. Stadion (mezitím se vrátil k názvu Stadio Nazionale a pak pojmenovaný po Grande Torino) opustili i oba kluby roce 1953, když byl postaven nový olympijský stadion. V červenci 1957 byl zbořen a ihned na stejném místě se začal stavět Stadio Flaminio, který byl slavnostně otevřen v roce 1959.

## Zápasy

### Mistrovství světa

#### Mistrovství světa ve fotbale 1934
- Itálie –  USA 7:1 (1. kolo) 27. května
- Československo –  Německo 3:1 (semifinále) 3. června
- Itálie –  Československo 2:1 (finále) 10. června